# Джесутасан Антонитасан
Джесутасан Антонитасан (там. அந்தோனிதாசன் யேசுதாசன்) — ланкийский тамильский писатель, актер. Известный по участию во французском фильме Жака Одиара «Дипан» (2015).

## Биография
Джесутасан Антонитасан родился в 1967 году в Шри-Ланке. В возрасте 15-16 лет начал помогать повстанческому движению «Тигры освобождения Тамил-Илама», в 1984 году стал членом этого движения, однако в 1986 году, разочаровавшись, покинул «тигров». После этого путешествовал, затем нелегально переехал во Францию, где получил статус беженца. Живя во Франции, сменил много занятий.
В конце 1990-х годов начал писать под псевдонимом Shobasakthi. В 2015 году снялся в полу-автобиографическом фильме «Дипан» о судьбе иммигранта из Шри-Ланки. Лента получила Золотую пальмовую ветвь 68-го Каннского международного кинофестиваля. Фильм «Дипан» (2015) стал первым для Джесутасана Антонитасана, где он сыграл главную роль. До этого он только один раз появился в эпизодической роли в индийском фильме «Сендагал» (2011).

## Избранная фильмография
- 2015 — Дипан / Dheepan (Франция) — Дипан
- 2018 — Любовь — это вечеринка / Paris Pigalle (Франция, Бельгия) — Аким
- 2019 — Последняя любовь Казановы / Dernier amour (Франция) — Ярба
- 2020 — Северный бастион / BAC Nord (Франция) — Тамул
- 2022 — Лили и море / Grand Marin (Франция, Исландия, Бельгия, Россия)— Джесу
- 2022 — Нотр-Дам в огне / Notre-Dame brûle (Франция) — Жона
- 2023 — Принц пустыни / Zodi et Téhu, frères du désert (Франция) — Кумаиль